# Сибирский государственный университет путей сообщения
Сибирский государственный университет путей сообщения (СГУПС) — высшее учебное заведение в Новосибирске. ВУЗ курирует Федеральное агентство ж.д. транспорта Минтранса РФ.
Ранее называлось — Сибирская государственная академия путей сообщения (СГАПС), Новосибирский институт инженеров железнодорожного транспорта (НИИЖТ), Новосибирский институт военных инженеров транспорта (НИВИТ), Новосибирский путейско-строительный институт инженеров железнодорожного транспорта (НоПИИТ).

## История
Создан в 1932 году на базе путейско-строительного факультета Сибирского института инженеров транспорта, располагавшегося в Томске.. Первым ректором (начальником) Новосибирского путейско-строительного института транспорта (НоПИИТ) являлся С. Е. Пропастин.
10 сентября 1934 г. НОПИИТ был преобразован в Новосибирский институт военных инженеров железнодорожного транспорта (НИВИТ).
С 1932 по 1941 год НИВИТ располагался в зданиях, находящихся ныне на территории Новосибирского приборостроительного завода. В 1941 г. все институтские помещения были заняты эвакуированным заводом, а процесс обучения с 1941 по 1955 год происходил в ведомственном здании Кузбассугля по адресу Советская, 20 (ныне Советская, 18).
В 1946 г. Совет министров СССР принял решение о строительстве для НИВИТа новых учебных помещений. Главный корпус института построен в 1949—1964 годах на улице Дуси Ковальчук, 191, по проекту московского архитектора В. С. Масленникова.
В Великой Отечественной войне участвовали 1079 слушателей (студентов) и 49 преподавателей (сотрудников) НИВИТа. Звание Героя Советского Союза получили слушатели В. Н. Безукладников, Ю. И. Дерябин и Е. И. Стерин. Более десяти инженеров первых выпусков НИВИТа стали крупными военачальниками. Память о 65 защитниках Родины, погибших на полях сражений, увековечена на пилонах мемориального комплекса, расположенного на территории современного университета.
В 1953 году НИВИТ был преобразован в Новосибирский институт инженеров железнодорожного транспорта (НИИЖТ). В 1956 году на базе заочного отделения НИИЖТа создан заочный факультет. В 1957 году открыт факультет «Промышленное и гражданское строительство», в 1962 году — «Инженерно-экономический факультет».
В 1993 году институту был присвоен статус академии (Сибирская государственная академия путей сообщения — СГАПС), в 1997 году — университета (Сибирский государственный университет путей сообщения — СГУПС). В 1995 году в СГУПСе открыт факультет «Мировая экономика и право», в 2002 году — факультет «Управления персоналом», в 2004 году — факультет «Бизнес-информатика». В состав университета входит Институт перспективных транспортных технологий и переподготовки кадров.
В университете 10 факультетов. 

## Факультеты
- Строительство железных дорог
- Управление транспортно-технологическими комплексами
- Мосты и тоннели
- Управление процессами перевозок на железнодорожном транспорте
- Промышленное и гражданское строительство
- Инженерно-экономический факультет
- Мировая экономика и право
- Публичное управление и социальные коммуникации
- Факультет Бизнес-информатики
- Заочный факультет

## Направления и специальности
- Автомобили и автомобильный сервис
- Автомобильные дороги и аэродромы
- Автомобильный сервис
- Антикризисное управление
- Бухгалтерский учёт, анализ и аудит
- Водоснабжение и водоотведение
- Государственное и муниципальное управление
- Информационные системы и технологии
- Логистика и управление цепями поставок
- Магистральный транспорт
- Международное и публичное право
- Менеджмент организации
- Мировая экономика
- Мосты
- Наземные транспортно-технологические комплексы
- Организация работы с молодёжью
- Подъёмно-транспортные, строительные, дорожные средства и оборудование
- Прикладная информатика
- Производственный менеджмент
- Промышленное и гражданское строительство
- Психология
- Реклама и связи с общественностью
- Стандартизация и метрология
- Стандартизация и сертификация
- Сервис
- Сервис транспортных и технологических машин и оборудования
- Строительство
- Строительство магистральных железных дорог
- Строительство уникальных зданий и сооружений
- Таможенное дело
- Техносферная безопасность
- Тоннели и метрополитены
- Туризм
- Уголовное право
- Управление персоналом
- Финансы и кредит
- Частное право
- Экономика и управление на предприятии (ж.д. транспорт)
- Экспертиза и управление недвижимостью
- Эксплуатация железных дорог.
- Эксплуатация транспортно-технологических машин и комплексов (квалификация магистр)
- Юриспруденция

Современный Сибирский государственный университет путей сообщения готовит специалистов по 14 направлениям подготовки бакалавров и 10 направлениям подготовки магистров, 4 специальностям. СГУПС — один из немногих вузов в стране, в котором кроме бакалавриата и магистратуры сохранился специалитет — классическое пятилетнее инженерное образование с присвоением квалификации инженера. За годы своего существования вуз подготовил более 75 000 специалистов.  

## Филиалы
- Новосибирский техникум железнодорожного транспорта
- Томский техникум железнодорожного транспорта
- Филиал СГУПС в г. Новоалтайске